# Маамуль
Маамуль (араб. معمول), також пишеться m'aamoul, m'amul, m'aamul — арабське печиво з начинкою з фініків, горіхів, таких як фісташки або волоські, а іноді з мигдалю або інжиру. Маамуль зазвичай готують за кілька днів до Різдва, Пасхи або Ураза-байраму, подають з кавою по-арабськи та шоколадом гостям, які приходять під час свята. Печиво популярне у всьому арабському світі, особливо на Аравійському півострові.

## Приготування
У різних рецептах для приготування тіста використовується манна крупа, пшеничне борошно, молоко, мигдалеве молоко, вершкове масло, олію, пекарський порошок або дріжджі, апельсинова або трояндова вода. Печиво може бути у формі кульок, куполоподібні або приплюснуті. Його можна декорувати вручну або виготовити в спеціальних дерев'яних формах. Маамуль з начинкою з фініків часто називають menena (s), та іноді їх роблять у вигляді рулетів з фініків, а не кульок або печива.

## Етимологія
Арабське слово ma'amoul (араб. معمول) походить від арабського дієслова amala, що означає «робити».

## Популярність
Багато домашні господарства зберігають їх про запас круглий рік, але в основному вони вживаються під час релігійних свят.
- Мусульмани їдять їх в ніч під час Рамадану, Ураза-байраму та Курбан-байраму.
- Арабські християни та греки їдять їх в дні перед Великим постом, в пасхальну неділю і на свято Богоявлення. У християнських традиціях Середземномор'я печиво позначено хрестом або має форму кільця, що символізує корону Ісуса.
- Вони також популярні серед сирійських, ліванських та єгипетських єврейських громад, де маамуль з горіховою начинкою їдять в Пурим, а маамуль з фініковою начинкою їдять в Рош ха-Шана і Хануку. Єврейська мізрахім — версія маамулю відрізняється від левантійської або турецької версій, використанням чистого білого борошна і без манної крупи, сьогодні ця варіація вживається в сирійських та єгипетських єврейських громадах в діаспорі.

### Карабідж
Складніша версія, відома як Karabij (тур. Kerebiç), вживається в особливих випадках. Для цього кульки маамулю з горіховою начинкою викладаються в піраміду і подаються з білим кремом під назвою Naatiffe, приготованим з яєчних білків, цукрового сиропу і мильнянки (Saponaria officinalis). Вона популярна в Сирії, Лівані та інших країнах Леванту.